# Low (David Bowie)
Low is het elfde studioalbum van de Britse muzikant David Bowie, uitgebracht in 1977. Het album wordt gezien als een van de invloedrijkste van Bowie. Het was tevens zijn eerste samenwerking met Brian Eno, met wie hij ook de opvolgende albums "Heroes" en Lodger maakte, die samen de zogeheten Berlijnse trilogie vormen. Ondanks dit feit is Low alleen gemixt in Berlijn, maar opgenomen in Frankrijk.
De oorsprong van het album lag bij Bowie's voorgaande album Station to Station, dat ook al sterke invloeden had uit de krautrock. Sommige nummers op Low waren bedoeld voor de soundtrack voor de film The Man Who Fell to Earth, waarin Bowie de hoofdrol vertolkte. De cover van het album was, net zoals Station to Station, een shot uit deze film. Waar de eerste helft van het album vooral korte, avant-popnummers bevatte, stonden op de tweede helft langere, grotendeels instrumentale composities.
Twee nummers van het album werden uitgebracht op single. "Sound and Vision" was de eerste single en kwam tot nummer 2 in Nederland, zijn grootste hit tot op dat moment, terwijl het in Engeland tot plaats 3 kwam. Ook "Be My Wife" werd op single uitgebracht, maar wist de hitlijsten niet te halen.

## Tracklist
- Alle nummers geschreven door Bowie, tenzij anders aangegeven.

1. "Speed of Life" – 2:46
2. "Breaking Glass" (Bowie/Dennis Davis/George Murray) – 1:52
3. "What in the World" – 2:23
4. "Sound and Vision" – 3:05
5. "Always Crashing in the Same Car" – 3:33
6. "Be My Wife" – 2:58
7. "A New Career in a New Town" – 2:53
8. "Warszawa" (Bowie/Brian Eno) – 6:23
9. "Art Decade" – 3:46
10. "Weeping Wall" – 3:28
11. "Subterraneans" – 5:39

Bonustracks op cd-uitgave 1991
1. "Some Are" – 3:24
2. "All Saints" – 3:25
3. "Sound and Vision (1991 Remix by David Richards)" – 4:43

## Musici
- David Bowie: zang, saxofoon, gitaar, pump bass, mondharmonica, vibrafoon, xylofoon, percussie, keyboards
- Brian Eno: keyboards, piano, synthesizer, achtergrondzang
- Carlos Alomar: gitaar, slaggitaar
- Dennis Davis: percussie
- George Murray: basgitaar
- Ricky Gardiner: slaggitaar, gitaar
- Roy Young: piano, farfisaorgel

Aanvullend personeel
- Iggy Pop: achtergrondzang op "What in the World"
- Mary Visconti: achtergrondzang op "Sound and Vision"
- Eduard Meyer: cello op "Art Decade"
- "Peter and Paul": piano en synthesizer op "Subterraneans"

### Andere versie
In 1992 vormde dit album de basis voor de eerste Symfonie "Low" van Philip Glass.